# Stenorhopalus bicolor
Stenorhopalus bicolor är en skalbaggsart som först beskrevs av Philippi R. 1865.  Stenorhopalus bicolor ingår i släktet Stenorhopalus och familjen långhorningar. Inga underarter finns listade i Catalogue of Life.